# Blumfelde
Blumfelde ist eine private Ansiedlung auf der gleichnamigen Farm in Namibia, rund 120 Kilometer nordöstlich von Mariental und 160 Kilometer südöstlich von Windhoek. Blumfelde liegt auf etwa 1295 Meter in den westlichen Ausläufern der Kalahari. 
Die Ansiedlung liegt an der Hauptstraße C25 zwischen Uhlenhorst und Leonardville im Wahlkreis Mariental-Land in der Region Hardap auf der gleichnamigen Farm. Durch seine Lage am Olifants-Rivier zeigt die Vegetation in Blumfelde etwas stärkeren Bewuchs als in der Umgebung. Blumfelde besteht aus mehreren Gehöften, die zum Teil mehrere hundert Meter voneinander entfernt liegen. Die Gegend war in den letzten Jahren mehrfach durch Flächenbrände betroffen.